# Chevêchette de Hoskins
Glaucidium hoskinsii
Espèce
Statut de conservation UICN

 LC  : Préoccupation mineure
Statut CITES
La Chevêchette de Hoskins (Glaucidium hoskinsii) est une espèce d'oiseaux de la famille des Strigidae, autrefois considérée comme une sous-espèce de la Chevêchette naine (G. gnoma).

## Description
Cette chouette mesure généralement entre 15 et 17 cm de longueur, pour un poids compris entre 50 et 65 g. Il existe un léger dimorphisme sexuel, en effet les femelles sont légèrement plus grandes et plus lourdes que les mâles et semblent avoir une teinte plus rousse que les mâles,.
La calotte est gris-brunâtre et est parsemée de taches blanches. Les sourcils sont blanchâtres, tout comme les lores. Comme sur la plupart des chevêchettes, une paire de taches sombres bordées de clair ressemblant à des yeux se trouvent sur la nuque. Ce sont des ocelles.

La partie supérieure du corps va du gris au brun avec une teinte légèrement rousse et le dos est parsemé de taches blanchâtres. Les rémiges sont brunes avec de larges stries claires et les rectrices, quant à elles, sont plus foncées et 6 fines barres blanchâtres partent du premier quart des plumes et s'étendent jusqu'au bout de celles-ci. Le poitrail est blanc et brun et de larges stries blanchâtres partent jusqu'aux parties inférieures. Les flancs sont brun-grisâtre et le reste des parties inférieures est strié de sombre. Les pattes et le bec sont jaunes et la cire est gris-verdâtre. Les yeux sont jaunes avec des bords sombres qui les font ressortir,.

## Répartition

Aire de répartition de la chevêchette de Hoskins.

Cette espèce est endémique du Mexique. Elle n'est présente que dans la péninsule de Basse-Californie.

## Comportement

### Habitudes
Ces oiseaux sont partiellement migrateurs. En effet, ils ont tendance à vivre dans des forêts en altitude et à aller plus bas l'hiver.

### Alimentation
La chevêchette de Hoskins se nourrit principalement d'insectes, de petits mammifères, d'oiseaux et de reptiles.

### Habitat
Cette chouette vit dans des forêts de pins et de chênes, à une altitude comprise entre 1 500 et 2 100 mètres au-dessus du niveau de la mer. Pendant l'hiver, elles peuvent aller vivre dans des forêts tempérées, jusqu'à 500 mètres au-dessus du niveau de la mer,,.

## Menaces et protection
Bien que sa répartition soit restreinte, l'Union internationale pour la conservation de la nature considère le statut de conservation de cette chevêchette comme « préoccupation mineure ». Le nombre d'individus de cette espèce ainsi que la tendance de celle-ci sont inconnus, mais il semblerait que le nombre d'individus ne décline pas beaucoup, du moins pas assez pour que l'espèce atteigne le seuil de vulnérabilité.